# Kamarina
Kamarina (Grieks: Καμὰρινα / Kamàrina, Italiaans: Camarina) was een Griekse polis aan de zuidelijke kust van Sicilië. De resten van de stad liggen bij Scoglitti, in de hedendaagse gemeente Vittoria.

## Geschiedenis

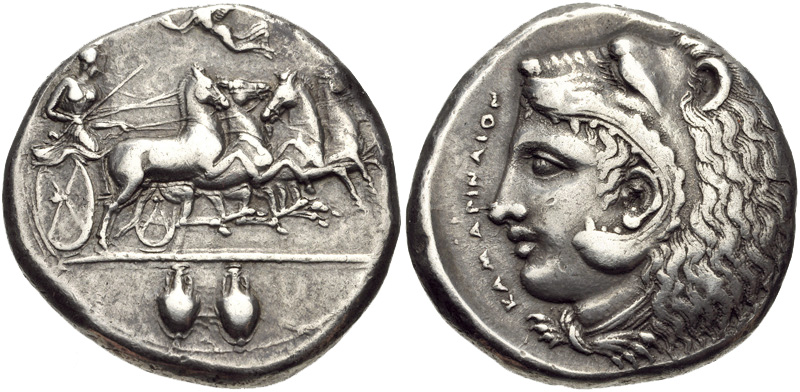
Tetradrachme van Kamarina met op de voorzijde Pallas Athena die een vierspan ment en op de keerzijde Herakles met leeuwenhoofd en de inscriptie.

De stad werd oorspronkelijk gesticht in 599 v.Chr. door Syracuse. Korte tijd later verbond Kamarina zich met de Sicelen en keerde zich tegen de moederstad, waarop Syracuse de stad in 552 v.Chr. veroverde. Hippocrates van Gela veroverde aan het begin van de 5e eeuw v.Chr. een aantal Griekse steden op Sicilië en belegerde ook Syracuse. Door tussenkomst van moederstad Korinthe moest hij het beleg afbreken, maar hij kreeg wel Kamarina toegewezen. Na de dood van Hippocrates heroverde Gelo van Syracuse Kamarina. Hij vernietigde de stad en bracht de inwoners onder in Syracuse. Ten tijde van de overheersing van Hiëro I van Syracuse stuurde deze kolonisten naar door hem overwonnen steden en werden de oorspronkelijke bewoners verjaagd. Na zijn dood kwamen de oorspronkelijke bewoners terug in hun steden en werden voor de kolonisten nieuwe grondgebieden aangewezen waar ze zich konden vestigen: de stad Gela wees hiervoor het eermalige grondgebied van Kamarina aan. Daarna brak een periode van voorspoed voor de stad aan, die duurde tot 405 v.Chr., toen de stad door de Carthaagse generaal Himilco werd veroverd. In 339 v.Chr. liet Timoleon de stad vergroten en versterken. Nadat de Carthagers tiran Agathocles van Syracuse in de slag aan de Himera hadden verslagen, kwam de stad opnieuw in handen van Carthago. In 258 v.Chr. tijdens de Eerste Punische Oorlog werd de stad voorgoed vernietigd. De bevolking werd in slavernij weggevoerd.

## Opgravingen

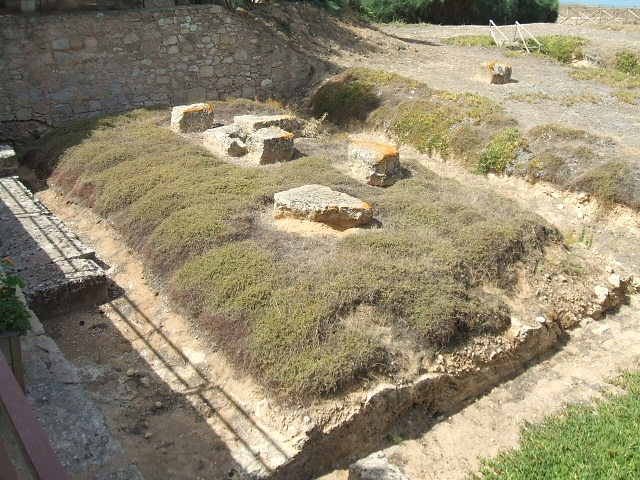
Overblijfselen van de tempel van Athena.

Er zijn weinig zichtbare resten van Kamarina. Enkele graftombes uit de necropolis en muurresten van de tempel van Athena bestaan nog.

## Verder lezen
- P. Pelagatti, art. KAMARINA Sicily, in R. Stillwell – W.L. McDonald – M. Holland McAllister (edd.), The Princeton Encyclopedia of Classical Sites, Princeton, 1976.